# Żołnierz Polski we Włoszech
Żołnierz Polski we Włoszech – tygodnik wydawany od stycznia do czerwca 1919 przez komendę obozu żołnierzy polskich w La Mandria di Chivasso na obszarze Piemontu, którzy zasilili później Armię Polską we Francji gen. Józefa Hallera.
Redaktorem tygodnika był pierwszy komendant obozu w La Mandria di Chivasso, kapitan Marian Dienstl-Dąbrowa. Ogółem ukazało się 12 numerów tego pisma. Jego egzemplarze znajdują się w Centralnym Archiwum Wojskowym w zespole akt Delegacji Armii Polskiej we Włoszech.